# Krajobraz nad wodospadem
Krajobraz z wodospadem (niderl. Landschap met waterval, in de verte een kerk) – obraz Jacoba van Ruisdaela. Dokładna data powstania dzieła nie jest znana, gdyż po roku 1663 artysta przestał datować swoje obrazy.

## Opis
Obraz przedstawia spieniony potok, którego wody toczą się pomiędzy wielkimi głazami. Tytułowy wodospad znajduje się na pierwszym planie. Na dalszym planie znajdują się ciemne, monumentalne drzewa otaczające wodospad. W oddali na horyzoncie widzimy wieżę kościoła i inne zabudowania jakiejś miejscowości. Dużą część obrazu zajmuje niebo pokryte kłębiastymi, ogromnymi chmurami. Kolorystyka tego obrazu jest ciemna, barwy które zastosował Ruisdael są przytłumione. Obraz znajduje się w Rijksmuseum w Amsterdamie.